# Враницкий, Франц
Франц Враницкий (нем. Franz Vranitzky; род. 4 октября 1937, Вена) — австрийский государственный и политический деятель, федеральный канцлер Австрии в 1986–1997 годах.

## Ранняя карьера
Из рабочей семьи. В молодости играл в баскетбол и был игроком сборной Австрии.
С 1976 года работал в банковском секторе. Министр финансов в кабинете Фреда Зиноваца в 1984—1986 гг.
После отставки Зиноваца с поста лидера Социалистической партии Австрии и федерального канцлера, возглавил социалистов и правительство страны.

## Канцлер Австрии

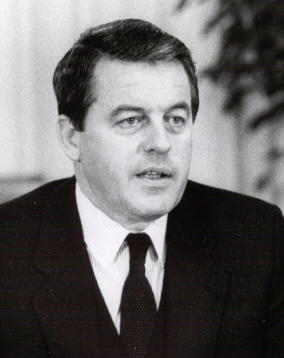
1988 год

Первый кабинет Враницкого был сформирован, как уже это продолжалось много лет, из социалистов и представителей Австрийской партии свободы. Однако в сентябре 1986 года новым лидером партии свободы был избран Йорг Хайдер, известный своими радикальными националистическими взглядами. Из-за принципиального отказа сотрудничать с Хайдером Враницкий немедленно разорвал коалицию.
По результатам выборов Враницкий сформировал кабинет «большой коалиции», состоящей из представителей двух крупнейших сил в стране — социалистов и народников. «Большой коалиции» предстояло править страной до 2000 года, и вновь с 2007 года, уже после ухода Враницкого с политической арены.
В 1991 году Враницкий был одним из инициаторов переименования Социалистической партии в Социал-демократическую. В том же году, выступая перед палатой депутатов австрийского парламента, признал соучастие австрийцев во Второй мировой войне и ее последствиях.
В 1995 году Австрия вступила в ЕС. В январе 1997 года Враницкий ушел в отставку.

## Дальнейшая карьера
После отставки Франц Враницкий выполнял функции главы миссии ОБСЕ в Албании.

## Награды
- Орден князя Ярослава Мудрого IV степени (Украина, 27 июня 2000 года) — за весомый личный вклад в развитие украинско-австрийских отношений, популяризацию научных и художественных достижений украинского народа[3].
- Орден «Достык» I степени (Казахстан, 7 сентября 2004 года) — за плодотворную деятельность по укреплению дружбы и сотрудничества между народами Казахстана и Австрии[4].